# Сытин, Осип Михайлович
О́сип Миха́йлович Сы́тин (1860 — ?) — крестьянин, депутат Государственной думы II созыва от Симбирской губернии

## Биография
По вероисповеданию старообрядец беспоповского «Спасова согласия». Из крестьян села Усть-Урень Карсунского уезда Симбирской губернии. Окончил начальную школу. Занимался мелкой торговлей и земледелием. С 1880 по 1903 находился под надзором полиции. Был выбираем в земские гласные и на другие общественные должности, но ни разу не был утверждён из-за «политической неблагонадежности». В момент выборов оставался беспартийным.
6 февраля 1907 года избран в Государственную думу II созыва от съезда уполномоченных от волостей Симбирской губернии. Вошёл в состав Трудовой группы и фракции Крестьянского союза. Состоял в думских комиссиях об отмене военно-полевых судов, о свободе совести.
Некоторые источники указывают на его принадлежность в последующие годы к партии народных социалистов.
Дальнейшая судьба и дата смерти неизвестны.

### Архивы
- Российский государственный исторический архив. Фонд 1278. Опись 1 (2-й созыв). Дело 556. Лист 6.